# Dzień Marynarza
Dzień Marynarza (ang. Day of the Seafarer) – święto obchodzone corocznie 25 czerwca, ustanowione przez Międzynarodową Organizację Morską (IMO) podczas Konferencji Dyplomatycznej w Manili w czerwcu 2010 roku. 
Dzień po raz pierwszy obchodzony był 25 czerwca 2011 roku.
Celem obchodów jest uznanie nieocenionego wkładu marynarzy (w tym rybaków) w międzynarodowy handel oraz światową gospodarkę kosztem osobistego życia i rodziny. Towarzyszy im hasło Dziękujemy Wam, Marynarze.
Obchody Dnia Marynarza 2012 skupiły się na społecznej kampanii medialnej. Kampania miała na celu wzrost ogólnej świadomości marynarzy oraz wyeksponowanie ich wkładu na rzecz społeczeństwa wykorzystując do tego społecznościowe platformy medialne, takie jak: Twitter, Facebook, YouTube jak również niezależne blogi tematyczne.

## Dzień Marynarza w Islandii
W pierwszą niedzielę czerwca obchodzony jest w Islandii Dzień Marynarza (ang. Seaman's Day) znany jako Żeglarska Niedziela (isl. Sjómannadagur) na cześć marynarzy, żeglarzy i rybaków, którzy odegrali istotną rolę w islandzkiej historii w nadmorskich miastach i miasteczkach kraju. Pierwsze obchody odbyły się 6 czerwca 1938 w Reykjavíku i Ísafjörður. Tego dnia marynarze mają dzień wolny od pracy. Odbywają się okolicznościowe imprezy, zawody w wioślarstwie i pływaniu, przeciąganiu liny oraz konkursy ratownictwa morskiego. Nieodłącznym elementem jest przyznawanie medalu za ubiegłoroczne operacje ratownicze a także oddanie hołdu tym, którzy zaginęli na morzu. Potem są parady dzieci, tańce a wieczorem organizowane są ogniska.